# Zdeněk Mlčoch
Zdeněk Mlčoch (18. listopadu 1921, Nová Dědina (okres Kroměříž) – 10. ledna 1995, Praha) byl český malíř, ilustrátor, grafik a typograf.

## Život
Zdeněk Mlčoch se narodil v roce 1921 v rodině místního učitele Josefa Mlčocha. V roce 1926 se rodina přestěhovala do Těšánek a nakonec zakotvila v Lutopecnách, kde otec působil jako řídící učitel. Po smrti otce se na začátku čtyřicátých let rodina vrátila zpět na Novou Dědinu.
Po maturitě na kroměřížském gymnáziu v roce 1941 Zdeněk nejprve vystudoval pod vedením Karla Langera Školu uměleckých řemesel v Brně a pak od roku 1943 pokračoval ve studiu na Uměleckoprůmyslové škole v Praze, resp. od roku 1945 na Vysoké škole uměleckoprůmyslové v Praze u profesorů Antonína Pospíšila a Karla Svolinského. Od roku 1950 byl zaměstnán jako výtvarný redaktor ve Státním nakladatelství dětské knihy (později nakladatelství Albatros v Praze). Jako člen umělecké skupiny Radar (v letech 1959–1970) se zabýval moderní civilizační tematikou. V počátcích své grafické práce se zaměřil na dřevoryt a suchou jehlu, později na barevnou litografii. Jeho hlavní výtvarnou disciplínou byla však ilustrace, zejména knih pro děti a mládež. Byl členem Svazu československých výtvarných umělců a Sdružení českých umělců grafiků Hollar.

## Ocenění
- Nejkrásnější kniha ČSSR 1974, 1981, 1982 a 1984.[4]
- 1982 Čestná listina IBBY za ilustrace knihy Jany Štefánkové Procházky Prahou.[4]

## Z knižních ilustrací
| - Zdeněk a Věra Adlovi: Kouzelná skříňka (1960). - Zdeněk a Věra Adlovi: Vyprávění o veliké zemi (1974). - Ach, ta láska nebeská (1992). - Jurij Vasiljevič Bondarev: Hořící sníh (1971). - Georgij Michajlovič Brjancev: Emírova šavle (1973). - Kurt David: Černý vlk (1973). - Bohumír Fiala: Táhli tudy Avaři (1968). - Dmitrij Andrejevič Furmanov: Čapajev (1963). - Dmitrij Andrejevič Furmanov: Vzpoura (1955). - Rasul Hamzatov: Vysoké hvězdy (1975). - Jindřich Hirčl: Když kvete barvínek (1989). - Eliška Horelová: Léto jako když vyšije (1979). - František Kožík: Píseň nejdražší: vyprávění o české národní hymně (1986). - František Kožík: Devět Ofélií (1988). - Nina Litschauerová: Republiky SSSR (1989). - Marcela Marboe: Madlenka a kůň Zlatohřivák (1989). - Leontina Mašínová: Tajemný věků hlas (1976). - Mongolské pohádky (1958). - Miroslav Mráček: Rozárka (1990). - Rado Murnik: Krásný janičár (1989). - Dmitrij Dmitrijevič Nagiškin: Statečný Azmun (1954). - Jan Neruda: Co se v Praze všecko děje (1985). | - Karel Nový: Stisk ruky (1980). - František Pavlíček: Čtyřlístek (1959). - Vladimír Přibský: Bratři ohnivého srdce (1990). - Zdeňka Psůtková: Jak jsou v mé paměti (1983). - Zdeňka Psůtková: Prázdniny s Bárou (1985). - Alexandr Sergejevič Puškin: Pohádky (1963). - Jan Ryska: Martin v ráji (1986). - Jindřich Spáčil: Ječmínkova kytička (1957). - Jindřich Spáčil: Náušnice z Madagaskaru (1977). - Jindřich Spáčil: Náhrdelník z Hostýnského hradiště (1984). - Vojtěch Steklač: Dvoreček (1985), frontispis. - Karel Václav Rais: Cestička k domovu (1972, 1983). - Václav Šolc: Byl den můj bouří divých pln (1978). - Fráňa Šrámek: Srdce a flétna (1974). - Fráňa Šrámek: Měsíc na náměstí (1994). - Jana Štefánková: Procházky Prahou (1980). - Jaromír Tomeček: Lásky (1981). - Jan Vasilij: Čingischán (1957). - Jan Vasilij: Bátú, vnuk Čingischánův (1957). - Jan Vasilij: K poslednímu moři (1957). - Jiří Žáček: Dobrý den, Praho (1981). |